# سانت فوي سيلفري
سانت فوي سيلفري هي إحدى دوائر الثمانية في مدينة كيبك.
تم إنشاء الدائرة في 2002 بعد مشروع إعادة تنظيم كيبك. مدينة سيلفري وأغلب مساحة مدينة سانت فوي تشكلان هده الدائرة. 
سانت فوي سيلفري تقع في الجنوب الغربي من دائرة كيبك المحافظة بموازاة نهر سانت لورانت وتضم الدائرة الأحياء التالية 
- المدينة الجامعية
- سيلفري
- سانت لويس، كيبك
- بلاتو
- نقطة سانت فوي

تعتبر الدائرة كمدخل مدينة كيبك لكثرة الجسور فيه.

## اصل التسمية

### سانت فوي
في 1669 قام الاب شومونوت بتاسيس لي هورونس من اجل تكريم نوتر دام دي فوي التي ماتت في القرن الثالث بعد مدة تعديب طويلة من قبل الإمبراطور ماكسيميان قرب طريق فالون. 

### سيلفري
في 1678 نويل برولارت دي سيلفري وهو أحد فرسان القديس يوحنا قام باول رحلة مالطية إلى موقع سيلفري لدى سمي تيمنا به.

## وصلات خارجية
- Page de l'arrondissement sur le site de la ville de Québec